# Passova
Passova là một chi bướm ngày thuộc họ Bướm nâu.